# Pont de Burton
Le pont de Burton (Burton Bridge en anglais) est un pont en arc métallique traversant le fleuve Saint-Jean entre la paroisse de Burton et la paroisse de Maugerville, près d'Oromocto, au Nouveau-Brunswick (Canada). Le pont relie les routes 102 et 105 mais la route l'empruntant n'est pas numérotée. Le pont a une longueur de 544 mètres. Il a été construit en 1973 et remplace un bac à câble.